# TOSLINK

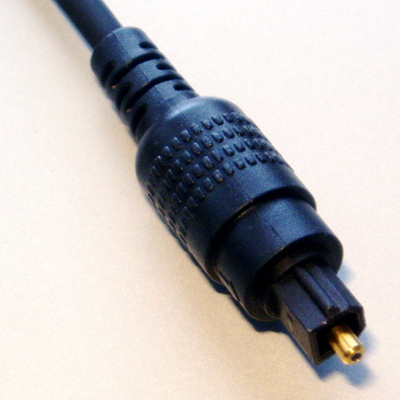
Wtyczka TOSLINK

TOSLINK (oficjalnie EIAJ optical) - standard interfejsu umożliwiającego przesyłanie sygnału cyfrowego audio (S/PDIF) kablem światłowodowym. Stosowany w domowym sprzęcie audio, komputerach, konsolach oraz urządzeniach przenośnych. Standard obejmuje również transmisję optyczną w zakresie przesyłu cyfrowych danych (Fast Ethernet i FireWire).

## Historia
Interfejs został opracowany i opatentowany w 1983 roku przez firmę Toshiba (stąd nazwa wywodząca się od TOShiba LINK). Toshiba pierwotnie zaprojektowała TOSLINK do przesyłania stereofonicznego strumienia RAW PCM audio, pomiędzy produkowanymi przez nią odtwarzaczami CD a wzmacniaczami. Wkrótce potem pozostali producenci odtwarzaczy CD zaadaptowali ten interfejs w swoich produktach. Z pojawieniem się w domowych urządzeniach audio wielokanałowego dźwięku 5.1, gniazdo TOSLINK obok RCA (Cinch) stało się obowiązkowym elementem tych urządzeń.

## Technologia
Transmisja prowadzona jest światłowodem o średnicy 1 mm za pomocą impulsów światła czerwonego (długość fali 660 nm). Maksymalna przepustowość obecnej wersji wynosi 25 Mbps dla zastosowań audio oraz 125 Mbps dla Fast Ethernet i FireWire (pierwotnie 3.1 Mbps). W przeciwieństwie do połączeń galwanicznych, transmisja z wykorzystaniem światłowodu zapewnia odporność na zakłócenia elektromagnetyczne. Do wad światłowodów zaliczyć można: brak połączenia galwanicznego masy w łączonych urządzeniach, podatność przewodów na uszkodzenia mechaniczne (łamliwość), ograniczenie długości do około 10 m (według specyfikacji 5 m; istnieją rozwiązania umożliwiające zwiększenie długości ponad 10 m).

## Mini-TOSLINK

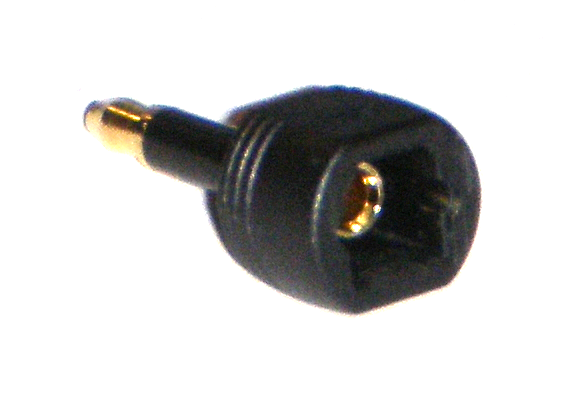
Przejściówka
TOSLINK ⇔ Mini-TOSLINK

Standardowe złącze TOSLINK przedstawiono na górnej fotografii. Stosuje się również wersję hybrydową z wykorzystaniem zmodyfikowanego złącza minijack zwaną Mini-TOSLINK. Takie złącze ma w centralnej części gniazda umieszczony element emisyjny, a we wtyczce zakończenie światłowodu. Przy użyciu tego złącza można przesyłać zamiennie sygnał S/PDIF w wersji optycznej, elektrycznej oraz sygnał stereofoniczny analogowy. Na drugiej fotografii przedstawiono przejściówkę umożliwiającą podłączenie standardowego wtyku TOSLINK do gniazda Mini-TOSLINK.